# Helga Eckstein
Helga Eckstein (geboren 16. August 1924 in Ravensburg) war eine deutsche Juristin. Sie war von 1974 bis 1989 Richterin am Bundesgerichtshof in Karlsruhe.

## Beruflicher Werdegang
Helga Eckstein schloss das Studium der Rechtswissenschaft ab und promovierte anschließend.
1953 war sie Gerichtsassessorin im Landgerichtsbezirk Tübingen. 1960 erhielt sie eine fliegende Planstelle als Landgerichtsrätin in den Landgerichtsbezirken Karlsruhe und Stuttgart. 1964 war sie Oberlandesgerichtsrätin in den Oberlandesgerichtsbezirken Karlsruhe und Stuttgart. 1970 arbeitete Helga Eckstein im Bundesjustizministerium.
Am 4. Juni 1974 wurde sie zur Richterin am Bundesgerichtshof ernannt.